# Comuna Blîstova, Novhorod-Siverskîi
Blîstova (în ucraineană Блистова) este o comună în raionul Novhorod-Siverskîi, regiunea Cernihiv, Ucraina, formată din satele Blîstova (reședința), Loska și Slobidka.

## Demografie
Componența lingvistică a comunei Blîstova
     Ucraineană (99,09%)
     Alte limbi (0,91%)
Conform recensământului din 2001, majoritatea populației comunei Blîstova era vorbitoare de ucraineană (99,09%), existând în minoritate și vorbitori de alte limbi.